# Тукай (Черемшанский район)
 Тукай  — поселок в Черемшанском районе Татарстана. Входит в состав Старокадеевского сельского поселения.

## География
Находится в южной части Татарстана на расстоянии приблизительно 20 км по прямой на запад-северо-запад от районного центра села Черемшан у речки Большая Сульча.

## История
Основан в 1920-х годах.

## Население
Постоянных жителей было: в 1926—134, в 1949—159, в 1958—130, в 1970—141, в 1979—123, в 1989 — 68, в 2002 − 65 (татары 94 %), 52 в 2010.